# Guerra ruso-ucraniana (2014-actualidad)
La guerra ruso-ucraniana es un conflicto bélico actualmente en curso entre Rusia y Ucrania que comenzó el 20 de febrero de 2014 tras el denominado Euromaidán, una serie de protestas que habían comenzado en Kiev en noviembre de 2013 debido a la suspensión de la firma del Acuerdo de Asociación entre Ucrania y la Unión Europea. Se acrecentó a partir de 2021 y desembocó en la invasión rusa a Ucrania el 24 de febrero de 2022.
Las protestas de febrero de 2014 desataron disturbios en la capital, especialmente en la plaza de la Independencia (Kiev). Los enfrentamientos se saldaron con al menos ochenta fallecidos entre el 19 y el 21 de ese mes. Al día siguiente, los opositores ocuparon las principales instituciones con sede en Kiev, tras la huida del presidente Víktor Yanukóvich en dirección desconocida. La Rada Suprema tomó el control del país en ausencia de buena parte de sus miembros y Oleksandr Turchínov asumió la coordinación del Gobierno y la presidencia del Parlamento. La Rada Suprema destituyó del cargo al huido Yanukóvich por el abandono de sus funciones constitucionales y tomó el control del país votando la vuelta a la Constitución de 2004, acordada el día anterior.
Rusia no reconoció este gobierno como autoridad legítima de Ucrania y declaró que lo ocurrido fue un «golpe de Estado». En consecuencia, el Congreso de diputados y gobernadores regionales del Este y Sur de Ucrania hicieron un llamamiento a la resistencia y acusó a la oposición de incumplir el acuerdo de paz que había sido firmado el 21 de febrero con el huido presidente. A partir de entonces, residentes de la mitad suroriental de Ucrania se manifestaron en contra del nuevo gobierno de Kiev. Entre tanto se realizó el referéndum sobre el estatus político de Crimea. Entonces se produjo una intervención militar, donde las Fuerzas Armadas de Rusia se desplegaron en la península de Crimea —incluyendo Sebastopol— arguyendo el garantizar la integridad de los ucranianos prorrusos habitantes de Crimea y las bases rusas estacionadas allí. Así, el 17 de mayo, fue proclamada la independencia de la República de Crimea y al día siguiente fue aprobada la anexión de Crimea por Rusia. En los días posteriores, las tropas militares ucranianas se enfrentaron en contados incidentes con el ejército ruso hasta finalmente replegarse de la península y pasando a considerar a esta como parte de los territorios temporalmente ocupados de Ucrania.
Por su parte, la guerra del Dombás comenzó el 6 de abril de 2014. El gobierno interino de Ucrania inició un operativo armado contra los grupos separatistas rusófonos del este de Ucrania tras la anexión de Crimea. las tropas ucranianas lanzaron una operación antiterrorista. En el mes siguiente fueron realizados los referéndums sobre el estatus político de Donetsk y Lugansk, ilegítimos bajo la legislación ucraniana y cuyo resultado fue amañado de antemano (tal como refleja la llamada telefónica filtrada entre dos líderes separatistas), por parte de los separatistas regionales que formaron la confederación de Nueva Rusia, un efímero Estado que sería disuelto en mayo de 2015.

## Antecedentes
Los antecedentes históricos de la guerra ruso-ucraniana corresponden a una variedad de factores sociales, culturales, étnicos y lingüísticos que contribuyeron a la formación de las chispas de las protestas prorrusas en el este y el sur de Ucrania en la secuela de principios de la revolución prooccidental de 2014 en Ucrania.
El proceso de la caída del muro de Berlín, la reunificación alemana y el colapso de los gobiernos comunistas (1989-1991) trajeron enormes cambios en los países del Bloque del Este, hasta entonces integrantes o aliados de la Unión Soviética, alterando la balanza geopolítica en Europa. Sin embargo, tras la disolución de la Unión Soviética en 1991, Ucrania y Rusia mantuvieron estrechos vínculos y el gobierno ucraniano acordó abandonar su arsenal nuclear en 1994 —mediante el Memorándum de Budapest— con la condición de que los Estados Unidos, el Reino Unido y Rusia brindaran garantías contra las amenazas a la integridad territorial o la independencia política de Ucrania. Cinco años más tarde, Rusia fue uno de los signatarios de la Carta para la Seguridad Europea, que «reafirmó el derecho inherente de todos y cada uno de los Estados participantes a ser libres de elegir o cambiar sus arreglos de seguridad, incluidos los tratados de alianza, a medida que evolucionan».
Durante los siglos XV-XVII, en el sitio de la futura Novorusia, se encontraba, principalmente, el Kanato de Crimea y, en sus partes occidentales, el Principado de Moldavia; en la parte norte, los Cosacos de Zaporiyia, subordinados a la República de las Dos Naciones.

### Negociaciones Baker-Gorbachov
El Tratado Dos más Cuatro (en alemán: Zwei-plus-Vier-Vertrag), también llamado Tratado sobre el acuerdo final con respecto a Alemania (en alemán: Vertrag über die abschließende Regelung in Bezug auf Deutschland), fue un acuerdo firmado en 1990 entre la República Federal de Alemania (RFA), la República Democrática Alemana (RDA) y las cuatro potencias que controlaban las zonas de ocupación aliada en Alemania tras el fin de la Segunda Guerra Mundial en Europa: Francia, el Reino Unido, los Estados Unidos y la Unión Soviética.
El Tratado allanó el camino para la reunificación alemana y fue firmado en Moscú el 12 de septiembre de 1990, después de meses de negociaciones entre las partes. El 1 de octubre de 1990, las 4 potencias aliadas, mediante una declaración conjunta emitida en Nueva York, renunciaron a sus derechos en relación con la ciudad de Berlín, devolviéndole así a Alemania su plena y entera soberanía. Entró en vigor el 15 de marzo de 1991, fecha del depósito de los últimos documentos de ratificación en una ceremonia oficial.

## Contexto

### Rusos en Ucrania
La política de rusificación fue más intensa en Ucrania que en otras partes de la Unión Soviética, por lo que este país contiene ahora el grupo más grande de rusófonos que no son rusos étnicos: en 2009 había en torno a 5,5 millones de ucranianos cuya lengua materna era el ruso. Los hablantes de ruso son más numerosos en la mitad sudoriental del país, mientras que tanto el ruso como el ucraniano son usados por igual en el centro, y el ucraniano es la lengua dominante en el oeste. Algunos de estos "ucranianos rusificados" hablan ruso, mientras que otros hablan una mezcla de ucraniano y ruso conocida como "súrzhyk"; muchos de ellos también tienen cierto dominio del idioma ucraniano. Las estimaciones de su prevalencia en el país varían, pero según distintos estudios, los "ucranianos rusificados" constituyen entre un tercio y la mitad de la población total de Ucrania.

### Presencia de tropas rusas
Se atribuye la creación de la Flota del Mar Negro a Grigori Potiomkin el 13 de mayo de 1783, tras la anexión de Crimea bajo el reinado de Catalina la Grande y la creación de una importante base militar, ubicada en la ciudad de Sebastopol (recientemente anexionada a la Federación de Rusia desde marzo de 2014). La expansión hacia el sur del Imperio ruso a finales del siglo XVIII les llevó a enfrentarse con su mayor rival en la región del Mar Negro, el Imperio otomano. La Flota del Mar Negro venció a los turcos en 1790, combatió contra los otomanos durante la Primera Guerra Mundial, contra la flota rumana durante la Segunda Guerra Mundial y mantuvo breves combates contra la Armada de Georgia en el transcurso de la guerra de Osetia del Sur de 2008.

## Desarrollo

### Primera fase
La primera fase de la guerra ruso-ucraniana se refiere al periodo comprendido entre 2014 y 2015 en los inicios de dicho conflicto. Tras esta etapa se desarrolló una fase de alto el fuego a la que siguió un recrudecimiento del conflicto a partir de febrero de 2022. Inicialmente se trató de una crisis diplomática internacional que sobrevino en febrero de 2014 tras la destitución del presidente ucraniano Víktor Yanukóvich como resultado de las protestas del Euromaidán —realizadas principalmente en las zonas occidental y central del país para apoyar el acercamiento hacia la Unión Europea— que fueron rechazadas por comunidades rusófonas de la zona suroriental del país, compuestas en su mayoría por ucranianos rusófonos y rusos étnicos.
Tras la huida de Yanukóvich en dirección desconocida el 21 de febrero de 2014, la Rada Suprema destituyó del cargo a Yanukóvich por «el abandono de sus funciones constitucionales». El 23 de febrero de 2014, el jefe del grupo parlamentario del Partido de las Regiones que lideraba Yanukóvich, Oleksandr Yefrémov, responsabilizó a Yanukóvich del saqueo del país y del derramamiento de sangre.
Consecuentemente, el parlamento asumió el poder Ejecutivo y propuso derogar la ley sobre la cooficialidad de los idiomas de las minorías a nivel municipal y provincial. Como respuesta, diversos grupos prorrusos se manifestaron en contra del nuevo gobierno nacional y proclamaron sus anhelos de estrechar sus vínculos (o inclusive integrarse) con Rusia. Estas protestas se concentraron en Crimea y algunas óblast en la zona fronteriza entre Rusia y Ucrania donde se produjeron una serie de revueltas militares, incluyendo tanto tropas locales como tropas rusas. En medio del levantamiento, las autoridades de Crimea convocaron a un referéndum para el 16 de marzo siguiente con el propósito de adherirse a la Federación Rusa.
Tras el pedido del gobierno de Crimea a Rusia, el Consejo de la Federación aprobó un envío de tropas que (según las autoridades del país) tenía como objetivo garantizar la integridad de los habitantes de Crimea y las bases rusas estacionadas allí, hasta que se normalizara la situación sociopolítica. Ello favoreció la Declaración de Independencia de Crimea y Sebastopol que condujo a la proclamación de la República de Crimea —reconocida solo por Rusia— previo restablecimiento de la constitución de 1992 que consideraba al territorio como soberano —aunque delegaba algunas competencias a Ucrania— con una ciudadanía y una policía propias. El proceso finalmente condujo a la adhesión de Crimea a Rusia que fue oficializada el 18 de marzo de 2014, aunque no contó con el reconocimiento del gobierno ucraniano.
Pese al apaciguamiento alcanzado en Crimea, la situación degeneró en el Dombás donde las fuerzas separatistas de las autoproclamadas Repúblicas Populares de Donetsk (RPD) y Lugansk (RPL) se enfrentaron al gobierno de Ucrania agravando la guerra en esta región. El 11 de mayo de 2014, ambas repúblicas celebraron referéndums ilegítimos bajo la legislación ucraniana sobre su estatus político en los territorios controlados por los separatistas que resultaron en una proclamación de independencia de las regiones en cuestión mientras que los combates continuaron a pesar de los intentos por detenerlos. Una llamada telefónica entre líderes separatistas admitiendo la manipulación de la votación y acordando el resultado de los referéndums fue filtrada por la Inteligencia ucraniana. No obstante, el 15 de febrero de 2015 —con la entrada en vigencia del acuerdo Minsk II— se inició un alto el fuego incondicional.

### Invasión rusa en Ucrania
La invasión rusa a Ucrania, también conocida como la guerra de Ucrania, iniciada el 24 de febrero de 2022, constituye una escalada de la guerra ruso-ucraniana que comenzó tras los sucesos del Euromaidán en 2014. Se trata del mayor conflicto militar convencional en Europa desde la Segunda Guerra Mundial. La cifra precisa de víctimas se desconoce; se estima que hasta mediados de 2025, había causado la muerte de más de 15 000 civiles ucranianos y más de 200 000 soldados entre ambos bandos. Los combates también han generado la mayor crisis de refugiados en el continente desde la Segunda Guerra Mundial: más de 7,3 millones de ucranianos han abandonado el país y más de 7,1 millones se han desplazado internamente. Además, la guerra ha causado daño ambiental significativo y ha puesto en peligro la disponibilidad de alimentos a nivel mundial.
La invasión estuvo precedida por una concentración militar rusa en las fronteras de Ucrania, que dio comienzo a mediados de 2021. Durante este periodo de tensión diplomática, el presidente ruso Vladímir Putin criticó la ampliación de la OTAN posterior a 1997 mientras negaba repetidamente que Rusia tuviera planes de invadir Ucrania. No obstante, el 21 de febrero siguiente, Rusia reconoció a la República Popular de Donetsk y a la República Popular de Lugansk, dos estados autoproclamados en la región de Dombás, al este de Ucrania, y envió tropas a esos territorios. Al día siguiente, el Consejo de la Federación de Rusia autorizó por unanimidad a Putin a utilizar la fuerza militar fuera de las fronteras de Rusia. El 24 de febrero, Putin anunció —en un mensaje televisado— una «operación militar especial» en las provincias de Donetsk y Lugansk; los misiles empezaron a impactar en diversos puntos de Ucrania, mientras las fuerzas terrestres rusas cruzaban la frontera, dando inicio a múltiples ofensivas.
En los frentes sur y sureste, los rusos tomaron Jersón en marzo de 2022 y Mariúpol el mes siguiente, mientras abandonaron la campaña de Ucrania central y lanzaron una renovada batalla del Dombás. Las fuerzas rusas continuaron bombardeando objetivos militares y civiles lejos de la línea del frente, incluida la red de energía durante el invierno. A fines de 2022, Ucrania retomó territorios mediante contraofensivas en el sur y el este. Poco después, Rusia anunció la anexión de cuatro provincias parcialmente ocupadas tras realizar referéndums criticados por la comunidad internacional. En noviembre, Ucrania retomó partes del Óblast de Jersón. En febrero de 2023, Rusia movilizó a cerca de doscientos mil soldados para una nueva ofensiva en el Dombás. En junio de 2023, Ucrania lanzó otra contraofensiva en el sureste que no logró ninguno de sus objetivos, a la par que Rusia sufría una rebelión por parte del grupo mercenario Wagner. En agosto de 2024, Ucrania llevó a cabo una incursión en el óblast ruso de Kursk, aunque las fuerzas rusas y norcoreanas recuperaron el territorio conquistado en cuestión de meses.
La invasión fue condenada por una parte importante de la comunidad internacional. La Asamblea General de las Naciones Unidas aprobó la Resolución ES-11/1 condenando la invasión y exigiendo la retirada total de Rusia. La Corte Internacional de Justicia ordenó a Rusia suspender las operaciones militares tras no encontrar evidencia que respaldase las acusaciones rusas a Ucrania de genocidio en el Dombás, y el Consejo de Europa expulsó al país. Numerosos gobiernos occidentales, entre los que destacan la Unión Europea y los Estados Unidos, impusieron sanciones a Rusia y su aliado Bielorrusia, y proporcionaron ayuda humanitaria, económica y militar a Ucrania. Más de mil empresas abandonaron Rusia y Bielorrusia en respuesta a la invasión. La Corte Penal Internacional (CPI) abrió una investigación sobre posibles crímenes contra la humanidad, crímenes de guerra, secuestro de niños y genocidio, emitiendo una orden de arresto contra Putin en marzo de 2023.

## Negociaciones de paz

### Negociaciones de 2022
- Véase también: Iniciativas de paz

El 28 de febrero de 2022, los negociadores ucranianos y rusos comenzaron conversaciones en Bielorrusia para alcanzar un alto el fuego y garantizar corredores humanitarios para la evacuación de civiles. Después de tres rondas de conversaciones, no se llegó a un acuerdo general. El 7 de marzo, como condición para poner fin a la invasión, el gobierno ruso exigió la neutralidad de Ucrania, el reconocimiento de la anexión de Crimea a Rusia y el reconocimiento de las autoproclamadas repúblicas separatistas de Donetsk y Luhansk como estados independientes. Entre tanto, el 6 de marzo se reportó que el servicio secreto ucraniano (SBU) había ejecutado a uno de los miembros de la delegación negociadora ucraniana, identificado como Denis Kireev, quien se había reunido con una delegación rusa para intentar lograr un acuerdo y que fue acusado de traición.
El 8 de marzo, el gobierno ucraniano sugirió una reunión directa con el presidente ruso Vladímir Putin y expresó su disposición a discutir las demandas rusas. El 10 de marzo, los ministros de Asuntos Exteriores Serguéi Lavrov y Dmytró Kuleba se reunieron en Estambul, en el primer contacto de alto nivel entre las dos partes desde el comienzo de la invasión. El conjunto de las negociaciones llevó a un plan de 15 puntos que garantizaría un alto el fuego y la retirada de los rusos siempre que el gobierno ucraniano se comprometiera a la neutralidad.

### Negociaciones de 2025
El presidente de Estados Unidos, Donald J. Trump inició su segundo mandato con la vocación de intermediar en el conflicto. En mayo de 2025, tras reuniones y conversaciones con los gobiernos ruso y ucraniano, anunció nuevas negociaciones entre ambos países para un cese de las hostilidades. Las comisiones negociadoras de cada país se reunieron en Estambul para negociar un posible alto al fuego. La primera ronda de conversaciones directas se inició el 16 de mayo de 2025 y fueron retomadas el 2 de junio de 2025. Durante estas rondas de negociación, los ataques no cesaron por ambas partes.

## Víctimas e impacto humanitario
Las bajas en la guerra ruso-ucraniana se refiere a las pérdidas humanas tanto civiles como militares que se han presentado desde el inicio de dicho conflicto en 2014. Durante la primera fase de la guerra, el mayor número de víctimas se produjo antes de los acuerdos de Minsk, destinados a lograr un alto el fuego y un acuerdo. La posterior invasión rusa de Ucrania incrementó aún más la cifra de víctimas y la destrucción.
Refugiados
Las cifras de personas que huyen de Ucrania pueden cambiar rápidamente y, a menudo, son solo estimaciones. Los viajes de un país a otro no necesariamente están registrados oficialmente. Los ucranianos pueden viajar a algunos países de Europa sin visa. Se les puede permitir permanecer en el país por un período prolongado, como 90 días, sin un permiso especial. En otros lugares, deben solicitar asilo. Además, cruzar la frontera de un país no significa que la gente se quedará en ese país (permanentemente).
Acogida en la Unión Europea
Según el Alto Comisionado de las Naciones Unidas para los Refugiados (ACNUR), entre febrero y mediados de octubre de 2022, más de 7,6 millones de ucranianos habían huido hacia la Unión Europea. Además, el Alto Comisionado Filippo Grandi, confirmó que este era el mayor flujo de refugiados desde el fin de la Segunda Guerra Mundial en Europa.
El 27 de febrero anterior la Unión Europea acordó acoger a refugiados ucranianos durante un máximo de tres años sin que solicitaran asilo; adicionalmente, el 3 de marzo, fue aprobada la Directiva de Protección Temporal por primera vez en su historia para que los refugiados no tengan que pasar por el procedimiento estándar de asilo de la Unión.
No obstante, varios Estados miembros de la Unión ya habían iniciado acciones individuales con anterioridad. Ya el 24 de febrero, Letonia aprobó un plan de contingencia para recibir y alojar a unos 10 000 refugiados de Ucrania, y Hungría anunció que todas las personas que cruzasen la frontera desde Ucrania serían admitidas. Al día siguiente, para facilitar los cruces fronterizos, Polonia y Rumania levantaron las reglas de entrada por la pandemia de COVID-19. Dos días después, Belgíca anunció que se asignarán tres millones de euros para ayuda humanitaria adicional a Ucrania y, Eslovaquia aseguró que daría dinero a las personas que ayudaran a los refugiados ucranianos. Al final de la semana, los Países Bajos manifestó que los ucranianos en podían quedarse durante tres meses en este país y que durante este tiempo, básicamente tendrían que encontrar su propio alojamiento ya que, según el gobierno, los centros de asilo estaban superpoblados y la vida allí conllevaba restricciones.
Crímenes de guerra
La invasión de Ucrania viola la Carta de las Naciones Unidas y constituye un crimen de agresión según el derecho penal internacional; el crimen de agresión puede ser perseguido bajo la jurisdicción universal. La invasión también viola el Estatuto de Roma, que prohíbe «la invasión o ataque por parte de las fuerzas armadas de un Estado del territorio de otro Estado, o cualquier ocupación militar, aunque sea temporal, como resultado de tal invasión o ataque, o cualquier anexión por el uso de la fuerza del territorio de otro Estado o parte del mismo»; sin embargo, Ucrania no ha ratificado el Estatuto de Roma y Rusia retiró su firma en 2016.

## Impacto en las infraestructuras de Ucrania
El impacto de la invasión rusa en las infraestructuras de Ucrania se refiere a la manera en que el conflicto bélico ha afectado a las construcciones de carácter histórico-artístico, público o estratégico, más allá de los incontables destrozos que los bombardeos han causado a multitud de edificios residenciales, carreteras y redes de suministro. Los enfrentamientos continúan, por lo que no se conoce el daño económico exacto que la invasión de Rusia implicará para Ucrania. No obstante, en la segunda semana de marzo, el ministerio de Infraestructuras ucraniano dio una estimación del golpe que han recibido las arcas del Estado a raíz del conflicto. Según el informe, tan solo la destrucción de las infraestructuras ucranianas —lo que incluye aeropuertos, carreteras, puentes y vías ferroviarias bombardeadas— ha provocado pérdidas de US$10 000 millones. Por ello, el gobierno estimó que al país le llevará uno o dos años reconstruir estas infraestructuras, siempre y cuando Ucrania reciba ayuda exterior.

## Representación mediática del conflicto
Las representaciones mediáticas de la guerra ruso-ucraniana, incluidas las escaramuzas en el este de Dombás y la revolución ucraniana de 2014 después de las protestas de Euromaidan, la posterior anexión de Crimea en 2014, las incursiones en Dombás y la invasión a gran escala de Ucrania en 2022, han diferido ampliamente. Los medios de comunicación rusos, ucranianos y occidentales han sido acusados, en diversos grados, de hacer propaganda y de librar una guerra de la información.
Si bien las narrativas de los medios rusos y ucranianos sobre el conflicto entre los dos países difieren considerablemente, debido en parte al grado de control del gobierno, sus ecosistemas de medios están dominados por la dependencia de gran parte de sus poblaciones en la televisión para gran parte de sus noticias.

## Reacciones
La Unión Europea y sus Estados miembros
La respuesta de la Unión Europea a la invasión rusa de Ucrania hace referencia a las diferentes medidas adoptadas e impuestas por la Comisión Europea, el Consejo y el Consejo Europeo (Estados miembros) para sancionar económicamente a Rusia, contrarrestar los efectos de la agresión rusa iniciada en febrero de 2022 y apoyar económica y militarmente a Ucrania. Desde el inicio de la intervención militar, la UE y varios de sus aliados como Estados Unidos, decidieron aumentar las sanciones contra el gobierno ruso iniciadas en 2014 a fin de «paralizar» la capacidad rusa para «financiar su maquinaria de guerra» y dificultar su manejo de activos para obtener liquidez. Adicionalmente, varios gobiernos nacionales de los Estados miembros decidieron enviar armamento y ayuda económica al gobierno ucraniano mediante fondos nacionales y el Fondo Europeo de Apoyo a la Paz, así como facilitar la entrada de refugiados ucranianos a la Unión.
Desde el inicio de la invasión más de 7 millones de refugiados han huido hacia el territorio de la Unión Europea. En consecuencia, ya desde marzo de 2022, este flujo de personas —solo los nacionales ucranianos— se beneficia de la acogida dentro de la UE durante un máximo de tres años sin necesidad de solicitar asilo en el marco de la Directiva de Protección Temporal.
Por otra parte, con base en el Fondo Europeo de Apoyo a la Paz, el 28 de febrero de 2022 la Comisión dispuso la creación de una célula encargada de coordinar la compra de armamento para sostener al gobierno ucraniano. La Comisión también decidió movilizar el Centro de Satélites de la Unión Europea (EU SatCen) para prestar servicios de inteligencia a Ucrania. Para mayo de 2023, los Estados de la Unión habían comprometido ayuda militar, financiera y humanitaria a Ucrania por valor de 68.400 millones de euros, una cantidad muy similar a la de Estados Unidos.
Entre tanto el canciller alemán, Olaf Scholz, anunció un rearme del ejército de su país de proporciones nunca vistas desde el fin de la Segunda Guerra Mundial en Europa. Además, Alemania negó la certificación de gasoducto ruso-alemán Nord Stream 2 —que finalmente perjudicaría a Ucrania—, cuya construcción finalizó en 2021, pero que aún no había entrado en funcionamiento. El gasoducto fue volado en septiembre de 2022.
El gobierno ruso, por su parte, ha advertido con atacar cualquier convoy que entre con armas en territorio ucraniano.

## Opiniones de analistas y políticos de terceros países
En 2009, el analista rumano Iulian Chifu y sus coautores opinaron que, con respecto a Ucrania, Rusia ha buscado una versión actualizada de la Doctrina Brézhnev, una política de Guerra Fría de intervención soviética en los países de la esfera de influencia soviética hacia fines de la década de 1980 y principios de los años 90.
Tras la anexión de Crimea por Rusia en 2014, no han sido pocas las opiniones que predecían un conflicto a gran escala entre ambos países. Numerosos académicos y expertos, especialmente entre los de enfoque realista, como John Mearsheimer, empezaron a anticipar que el desequilibrio estratégico y la imposibilidad de aplicar el protocolo de Minsk degeneraría en guerra por la dificultad de encontrar una salida diplomática a la situación. Por otro lado, desde sectores contrarios a Occidente, se esperaba que el futuro conflicto tendría origen en provocaciones y expansionismo atlantista que forzarían la respuesta de Rusia.
No obstante, en 2021 y principios de 2022, las imágenes por satélite de la progresiva acumulación de tropas y equipos rusos cerca de la frontera con Ucrania y especialmente los posteriores informes de inteligencia estadounidenses prediciendo la invasión generaron un creciente debate entre los analistas y expertos acerca de las posibilidades de que Rusia estuviera preparándose para una agresión preventiva a Ucrania.
Mientras que una parte del sector realista calificó la invasión inminente como una posibilidad real, la mayoría de los académicos, aunque sí esperaban un conflicto entre los países en algún momento del futuro, no creían que los movimientos de tropas de Rusia fueran más que un instrumento de presión. Tampoco desde las posturas más favorables a Rusia se creía posible una acción militar semejante sin una agresión previa, considerando las advertencias sobre una posible invasión como alarmismo.
Entre tanto, varias personalidades políticas que anteriormente se habían mostrado afines a Vladímir Putin intentaron distanciarse de este como resultado de la crisis. En la Unión Europea, Marine Le Pen, dirigente de la Agrupación Nacional —quien recibió financiación de bancos rusos en su campaña para las elecciones presidenciales de Francia de 2017— buscó distanciarse de Putin de cara a las elecciones de 2022; y en Italia, Matteo Salvini, cuyo partido Lega firmó acuerdos de cooperación con el partido Rusia Unida de Putin, condenó la agresión. Por otro lado, Alexander Gauland, de Alternativa para Alemania —partido que ha mostrado cercanía con Rusia, especialmente en la antigua Alemania Oriental, donde es popular—, culpó a la OTAN por la guerra.
Por su parte, el expresidente estadounidense Donald Trump elogió a Putin al igual que distintas figuras de la derecha estadounidense. En otro sentido, el político británico Nigel Farage, quien aseguró no creer que Rusia invadiría Ucrania, admitió públicamente su error.

## En el arte
- Donbass (película)